# Léon Bakst
Léon Bakst (ur. 10 maja 1866 w Grodnie, według innych źródeł w Sankt Petersburgu, zm. 27 grudnia 1924 w Rueil-Malmaison) – malarz, projektant scenografii i kostiumów teatralnych.

## Życiorys
Urodzony jako Lew Samojłowicz Rosenberg (ros. Лев Самойлович Розенберг) w średniozamożnej rodzinie żydowskiej; po ukończeniu gimnazjum studiował w Petersburgu na tamtejszej Akademii Sztuk, równocześnie dorabiając na utrzymanie jako ilustrator książek.
Na swojej pierwszej wystawie w 1889 przyjął pseudonim artystyczny „Bakst”, wywodzący się z nazwiska rodowego jego babki – Baxter. Na początku lat 90. wystawiał swe prace wraz z „Towarzystwem akwarelistów”. W latach 1893–1897 mieszkał w Paryżu studiując w Académie Julian, wciąż jednak często odwiedzając Sankt Petersburg. Od połowy lat 90. stał się członkiem grupy artystycznej utworzonej przez Diagilewa i Benois, która później przekształciła się w ruch „Świat Sztuki”; w 1899 wraz z Diagilewem stworzyli wpływowe czasopismo pod tym samym tytułem.
Na przełomie wieków tworzył liczne obrazy, w tym portrety, m.in. Maliawina, Wasilija Rozanowa, Andrieja Biełego, Zinaidy Gippius. Pracował również jako nauczyciel sztuki dzieci wielkiego księcia Władimira Aleksandrowicza. W 1902 otrzymał od cara Mikołaja II zamówienie na obraz pt. Spotkanie rosyjskich żeglarzy.
W 1898 pokazał swe prace na zorganizowanej przez Diagilewa „Pierwszej wystawie artystów rosyjskich i fińskich”, a także wystawach „Świat sztuki”, „Secesja” (w Monachium), wystawach Związku Artystów Rosyjskich i in.
Począwszy od końca pierwszej dekady XX wieku Bakst coraz częściej zajmował się tworzeniem scenografii. Wraz z Diagilewem od 1908 współpracował, jako malarz scenografii, w zespole Ballets Russes, m.in. przy „Kleopatrze” (1909), „Szeherezadzie” (1910), „Karnawale” (1910), „Narcyzie” (1911), „Dafnis i Chloe” (1912).
W 1914 został wybrany do petersburskiej Akademii Sztuk. W 1918 zerwał kontakty z Diagilewem i Ballets Russes. Zmarł na chorobę płuc w 1924.
Jego siostrzeńcem był historyk Albert Manfred.

## Akwarele

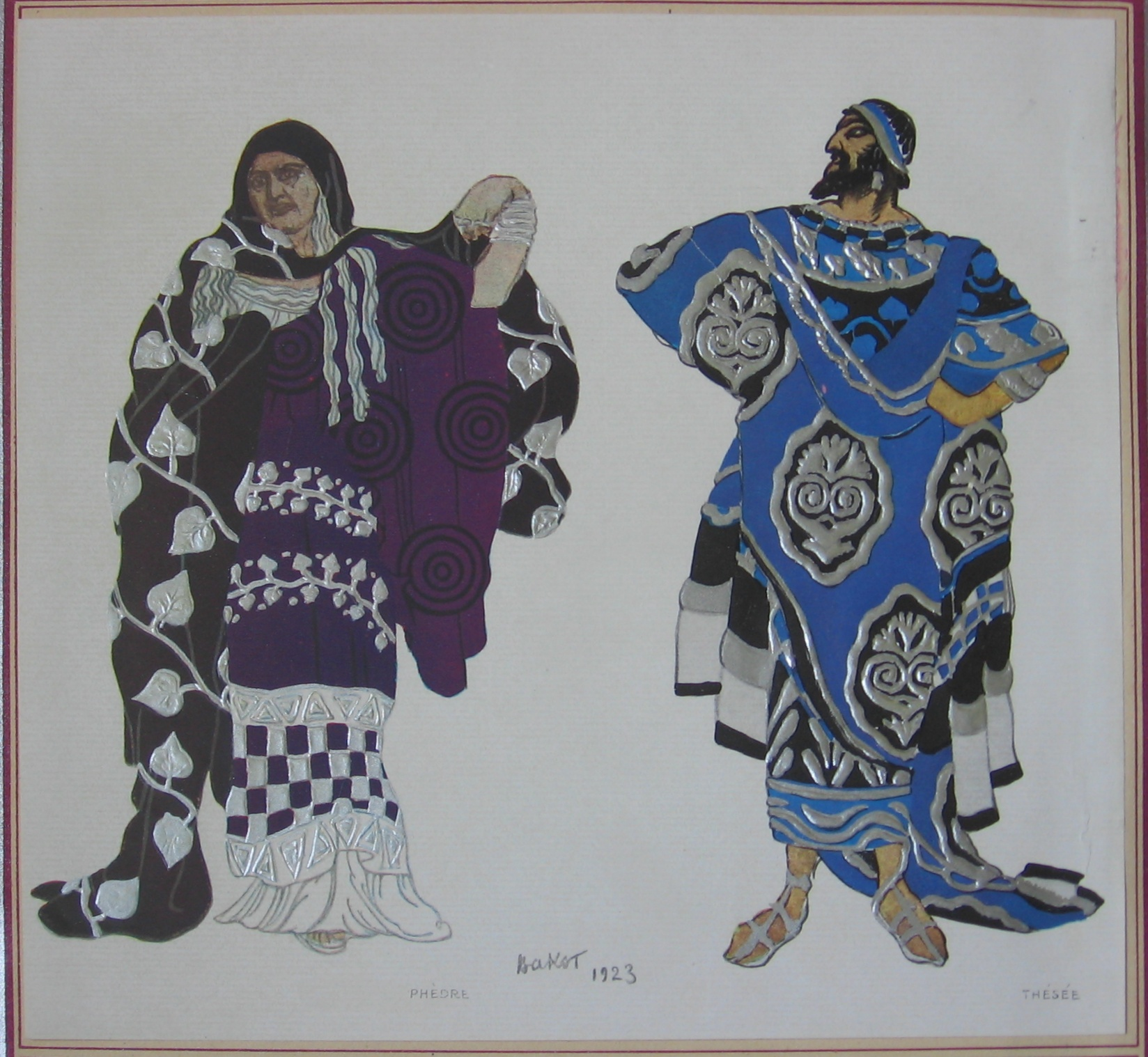
Fedra i Tezeusz
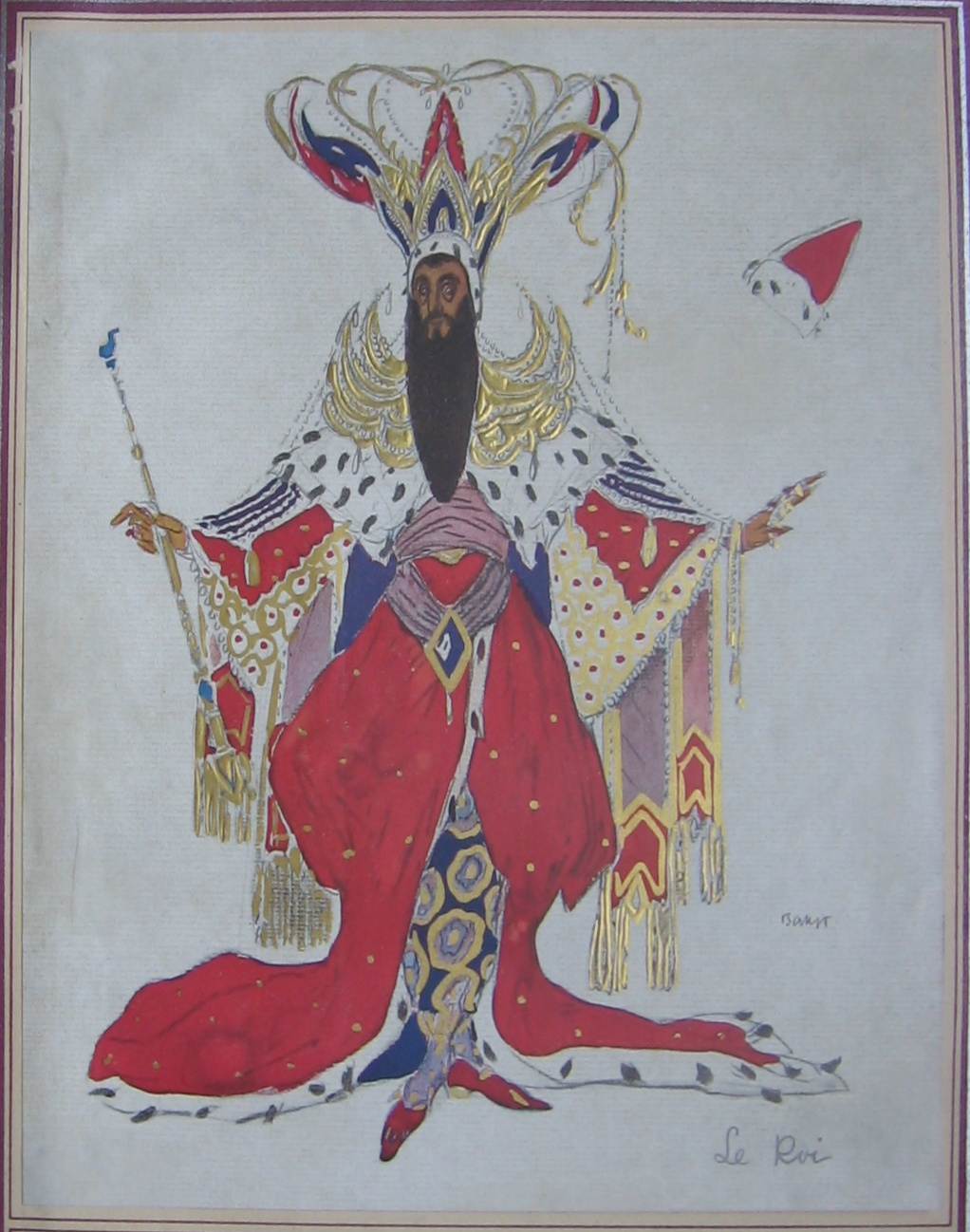
Król
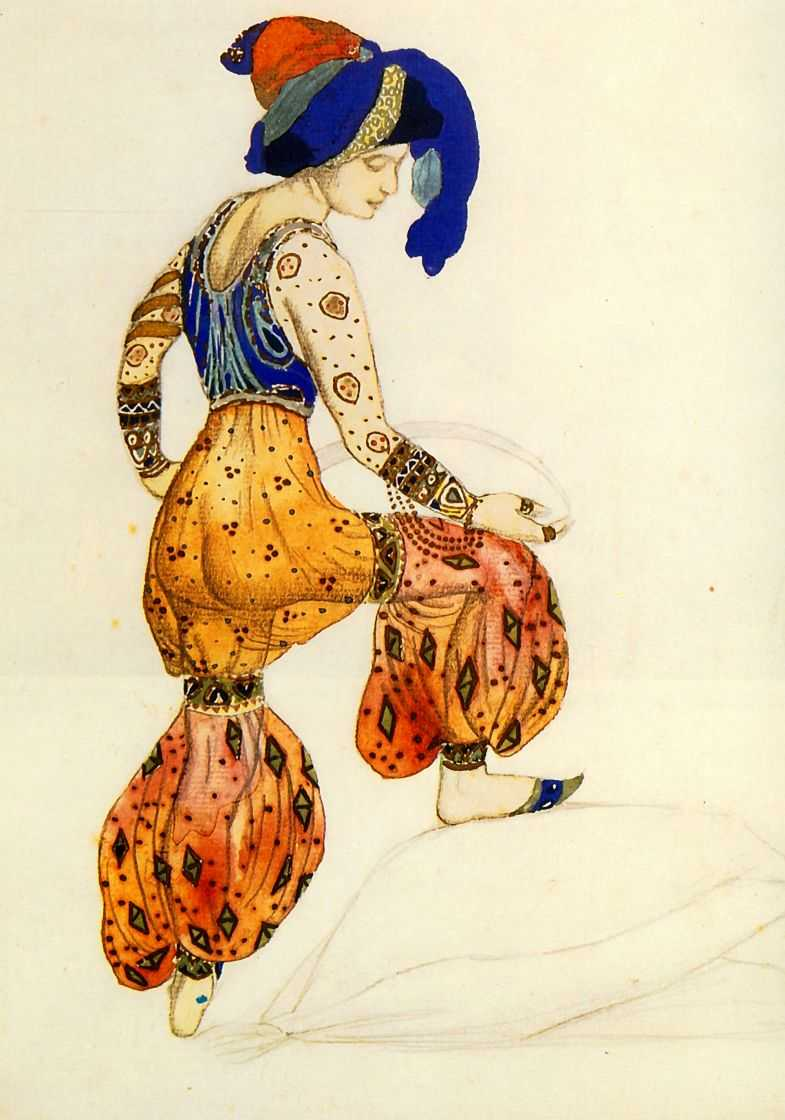
Sułtanka
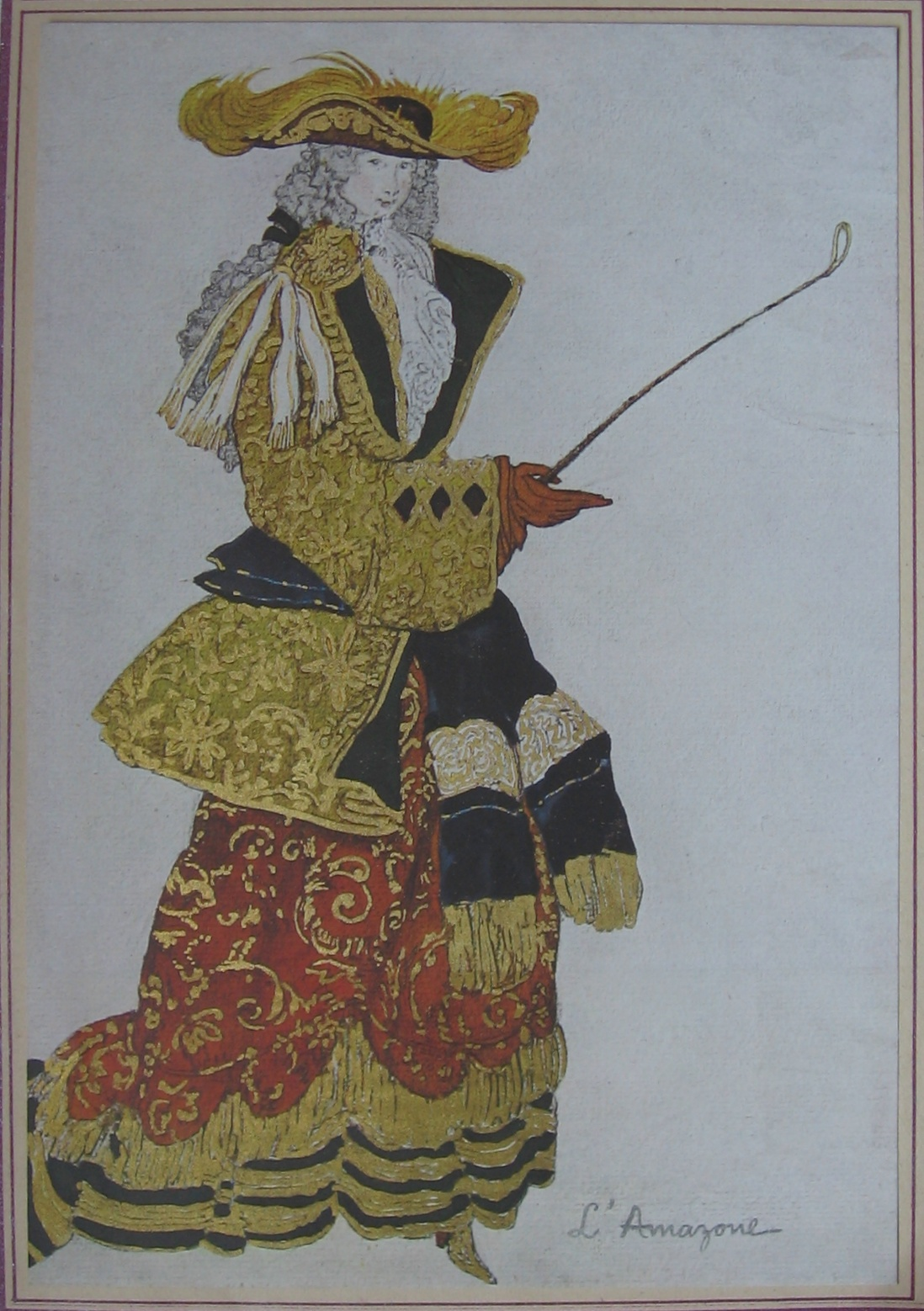
Amazonka
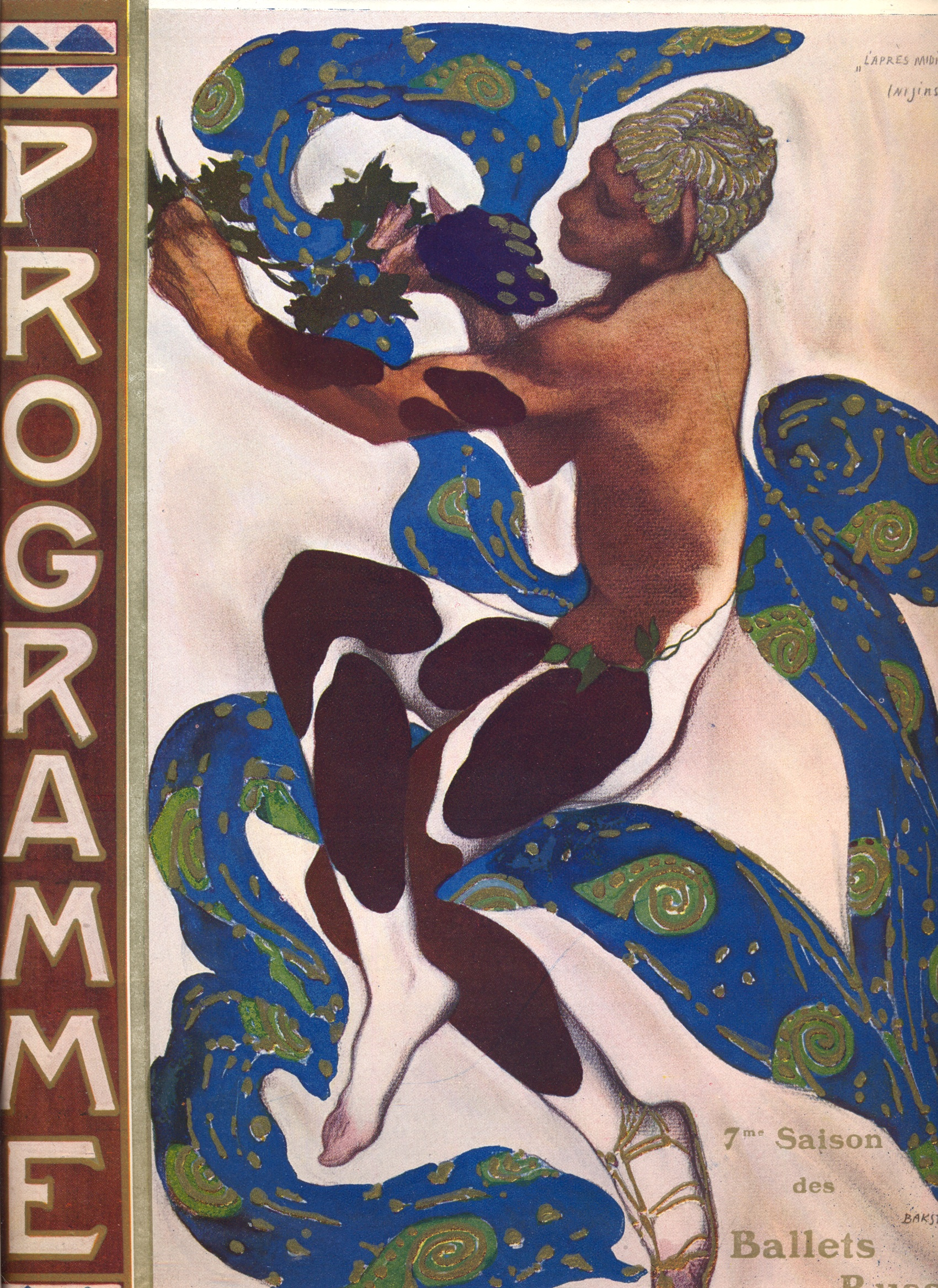
Wacław Niżyński